# 丹尼·李察士
丹尼李察士（Dane Richards，1983年12月14日—），生于蒙特哥貝，牙買加职业足球运动员，他曾代表牙買加上陣。